# Crocodilosa virulenta
Crocodilosa virulenta är en spindelart som först beskrevs av O. Pickard-Cambridge 1876.  Crocodilosa virulenta ingår i släktet Crocodilosa och familjen vargspindlar.
Artens utbredningsområde är Egypten. Inga underarter finns listade i Catalogue of Life.